# Шоргі
Шо́ргі (рос. Шорги, чув. Шурка) — присілок у складі Красноармійського району Чувашії, Росія. Входить до складу Яншихово-Челлинського сільського поселення.
Населення — 35 осіб (2010; 71 у 2002).
Національний склад:
- чуваші — 100 %